# Oxígeno sólido
El dioxígeno sólido (antiguamente oxígeno sólido) se forma a una presión atmosférica normal y a una temperatura inferior a 54,36 K (−218,79 °C, −361,82 °F). Al igual que el dioxígeno líquido (antiguamente oxígeno líquido), es una sustancia de un suave color azul cielo causado por la absorción en el rojo.
Las moléculas de dioxígeno poseen interés por la relación entre la magnetización molecular y las estructuras cristalinas, las configuraciones electrónicas y la superconductividad. El dioxígeno es la única de las moléculas diatómicas simples (y una de las pocas en general) que posee un momento magnético. Esto hace al dioxígeno sólido particularmente interesante, ya que se le considera un cristal con espín controlado que muestra un orden magnético inusual. A presiones muy elevadas, el dioxígeno sólido pasa de ser un aislante térmico a un estado metálico; a temperaturas muy bajas, incluso se vuelve un superconductor. Las investigaciones estructurales del dioxígeno sólido comenzaron en los años 1920 y, hasta el momento, se han estabilizado sin ambigüedades seis fases cristalográficas distintas.
La densidad del dioxígeno sólido varía de los 21 cm³/mol en la fase α a los 23,5 cm³/mol en la fase γ.